# Il mostro peloso
Il mostro peloso (Le Monstre poilu) è un libro per bambini scritto da Henriette Bichonnier e illustrato da Pef, pubblicato nel 1982 nella collana Folio Benjamin di Gallimard.
In Italia è stata pubblicata da Edizioni EL nel marzo 1985, nella collana Un libro in tasca, da Einaudi ragazzi nel 1996, nella collana Lo Scafale d'oro, da Emme Edizioni, nel 2004 nella collana A pagine aperte.
È la rivisitazione umoristica della fiabe di Jeanne-Marie Leprince de Beaumont: La bella e la bestia. Si tratta di una storia un po' pazza, con una ragazzina che non ha paura di niente, un padre che ha paura di tutto e un mostro suscettibile e ridicolo. Però, "da sotto la pelle dell'orribile mostro peloso comparve un giovanottino, ma così carino, ma così grazioso, che Lucilla non ne aveva mai visto uno uguale." E i due si vogliono bene subito...

## Ritratto del mostro
Questo è il ritratto del mostro peloso tratto dll'incipit della fiaba:

## Edizioni
- Henriette Bichonnier, Il mostro peloso, traduzione di Giulio Lughi, illustrazioni di Pef, Emme Edizioni, 2004,  pp.34, ISBN 88-7927-662-X.
- Henriette Bichonnier, Il mostro peloso, traduzione di Giulio Lughi, illustrazioni di Pef, Emme Edizioni, 2008,  pp.64, ISBN 88-6079-226-6.